# Sonate K. 135
La sonate K. 135 (F.94/L.224) en mi majeur est une œuvre pour clavier du compositeur italien Domenico Scarlatti.

## Présentation
La sonate K. 135 en mi majeur, notée Allegro, forme la pièce centrale d'un triptyque — présenté dans les deux sources italiennes — avec les sonates K. 134 et 136. Les changements modaux dans la première section — du majeur au mineur et inversement — donnent à l'ensemble de la section les trois parties typiques de l'exposition des premières sonates classiques jusqu’en 1780,.

## Manuscrits
Le manuscrit principal est le numéro 38 du volume XV (Ms. 9771) de Venise (1749), copié pour Maria Barbara ; les autres sont Parme II 8 (Ms. A. G. 31407), Münster III 12 (Sant Hs 3966) ; Vienne E 11 (VII 28011 E), G 36 (VII 28011 G) et Q 15116. Une copie subsiste également dans le manuscrit de Lisbonne, FCR/194.1 (no 14).

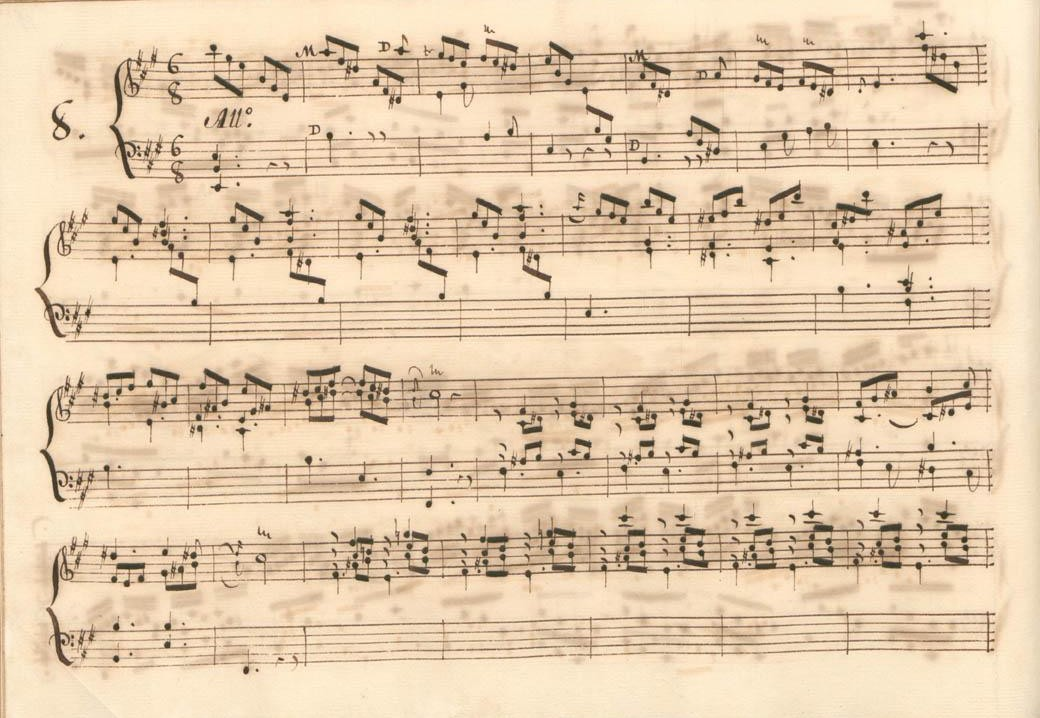
Parme II 8.
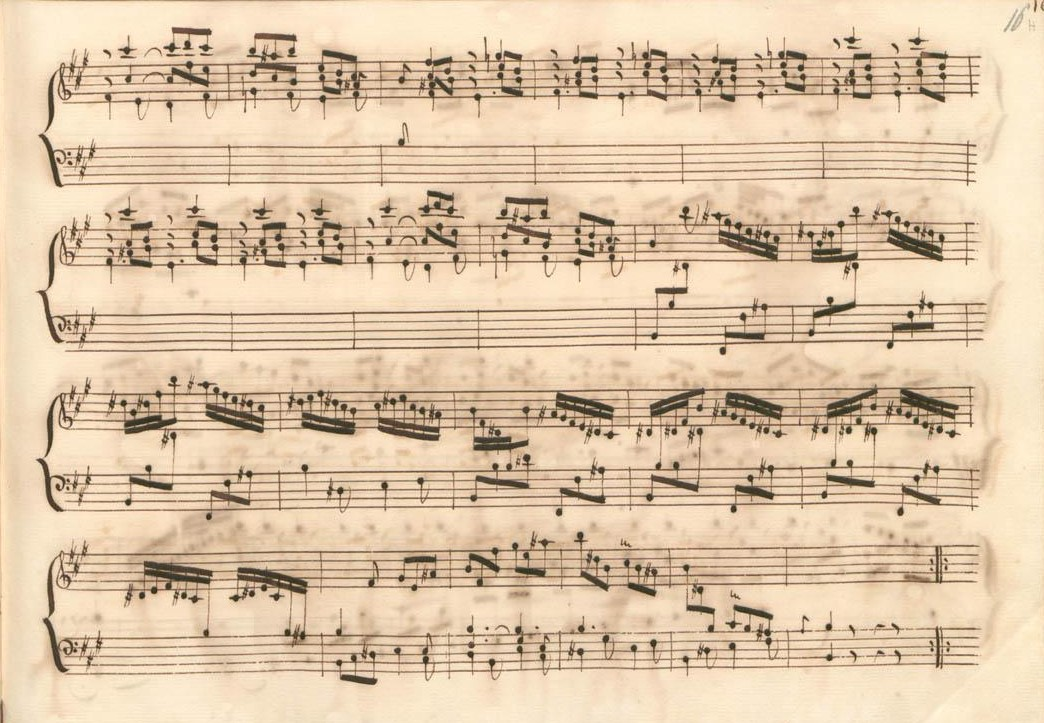
Parme II 8 (fin de la première section).
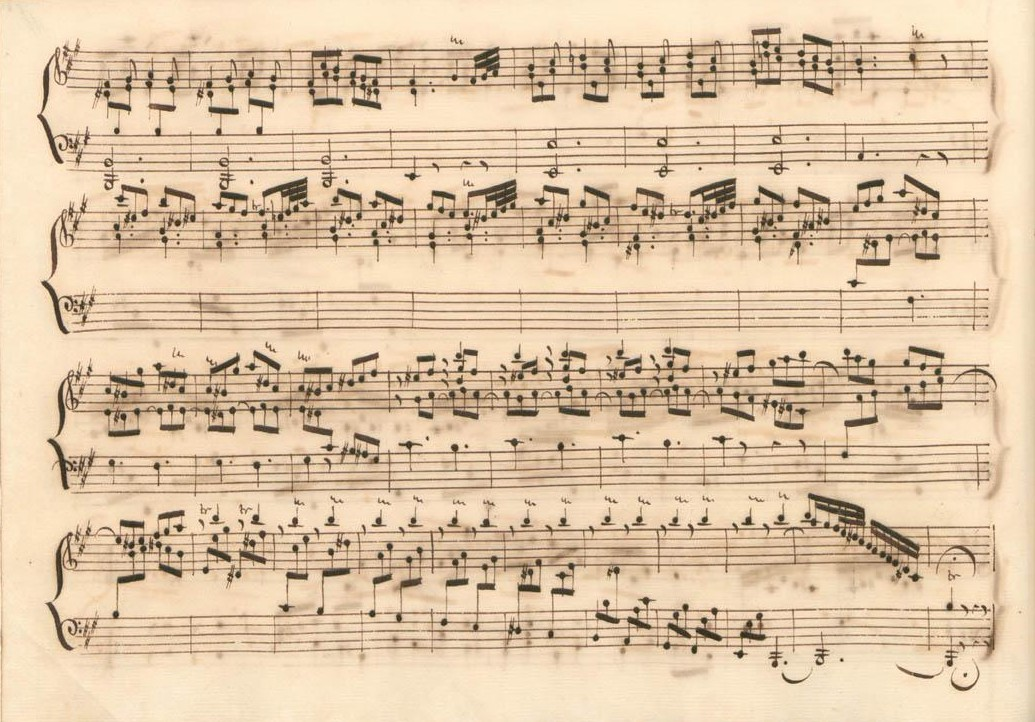
Parme II 8 (début de la seconde section).
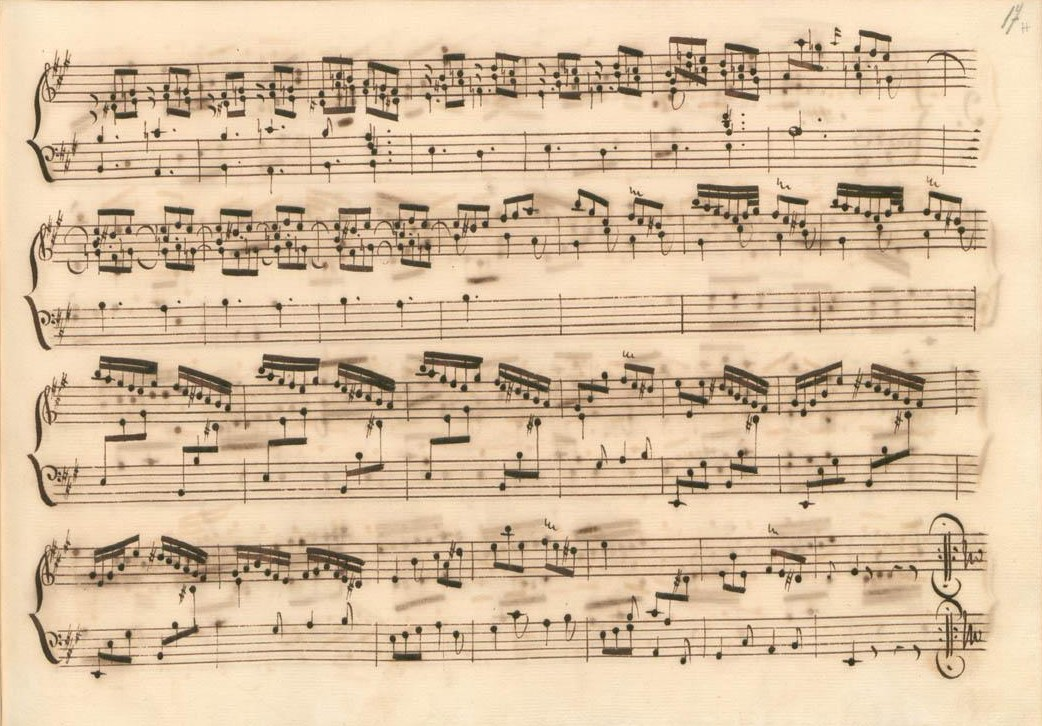
Parme II 8 (fin de la sonate).
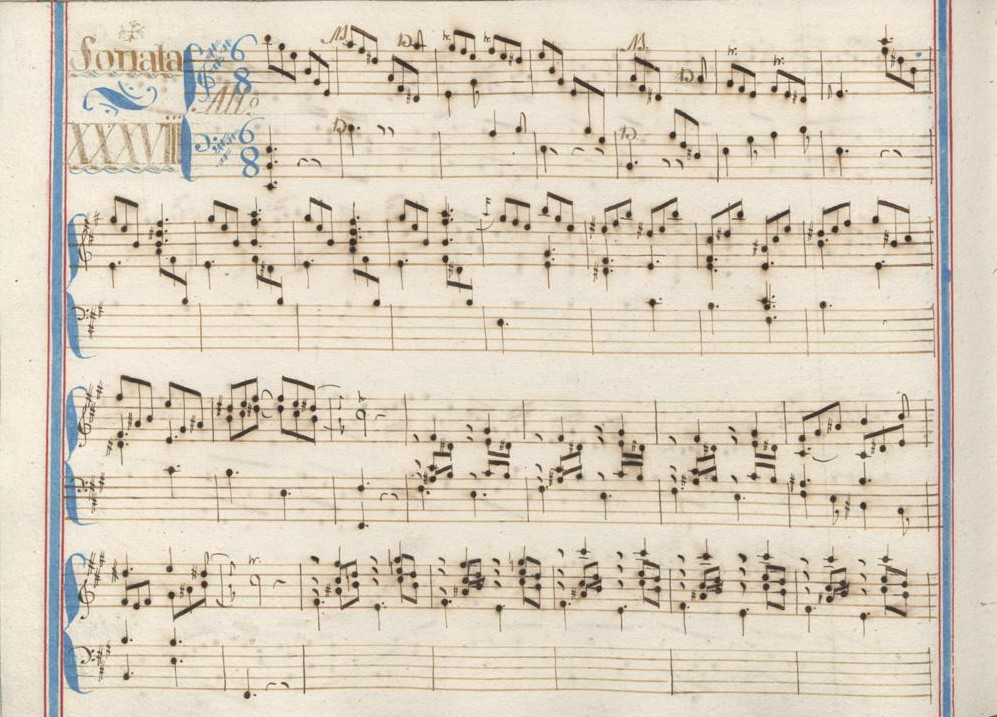
Venise XV 38.
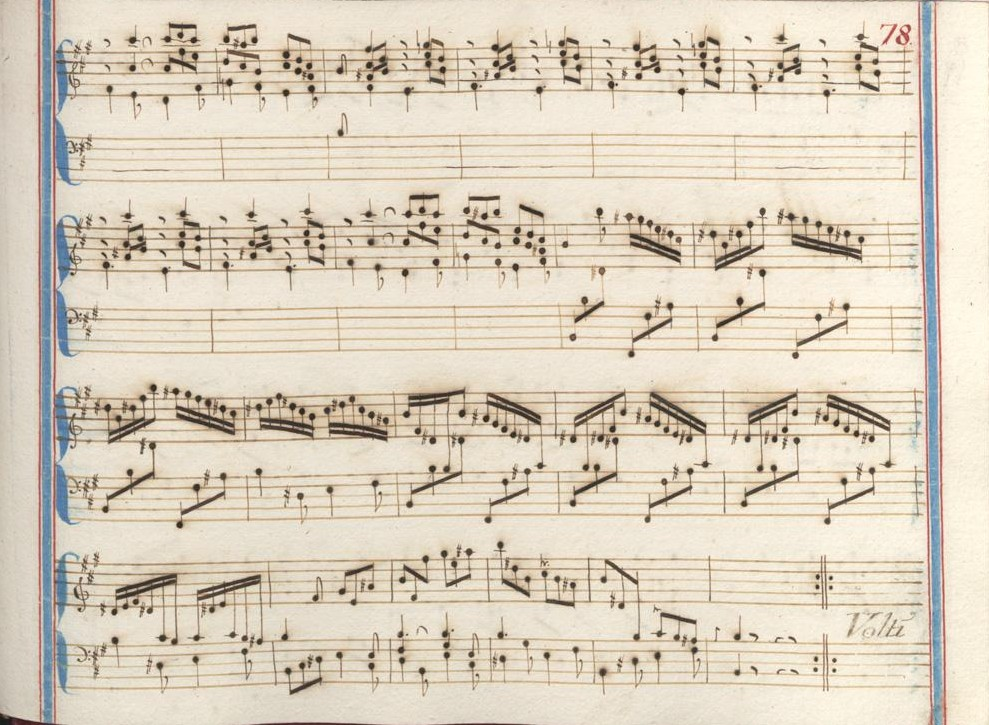
Venise XV 38 (fin de la première section).

## Interprètes
La sonate K. 135 est défendue : 
- au piano, notamment par Vladimir Horowitz (concert Carnegie Hall 1981, RCA ; studio, New York 1985, DG ; concert Berlin 1986, Sony ; concert Chicago 1986, DG), Heidi Kommerell (1985, Audite), Balázs Szokolay, (1988, Naxos), Ivo Pogorelich (1992, DG), Ievgueni Zarafiants (1999, Naxos, vol. 6), Carlo Grante (2009, Music & Arts, vol. 1), Dejan Lazić (2009, Channel Classics), Michelangelo Carbonara (2010, Brilliant Classics), Maria Walzer 2014, Orlando), Claire Huangci (2015, Berlin Classics), Maxim Bernard (2017, Pentatone), Christian Ihle Hadland (2018, Simax), Margherita Torretta (14-16 avril 2019, Academy Productions), Christoph Ullrich (2019, Tacet, vol. 3) et Hikari Fukuda (2025, OMF) ;
- au clavecin par Luciano Sgrizzi (1964, Accord), Scott Ross (1985, Erato)[6], Pierre Hantaï (2004, Mirare, vol. 2), Richard Lester (2005, Nimbus, vol. 6) et Pieter-Jan Belder (Brilliant Classics, vol. 3).

Janne Rättyä (2014, Ondine) l'interprète à l'accordéon.

## Sources
: document utilisé comme source pour la rédaction de cet article.
- Ralph Kirkpatrick (trad. de l'anglais par Dennis Collins), Domenico Scarlatti, Paris, Lattès, coll. « Musique et Musiciens », 1982 (1re éd. 1953 (en)), 493 p. (ISBN 978-2-7096-0118-4, OCLC 954954205, BNF 34689181).
- Alain de Chambure, « Domenico Scarlatti : Intégrale des sonates — Scott Ross », Erato (2564-62092-2), 1985 (OCLC 891183737) .
- (en) Carlo Grante, « Domenico Scarlatti, intégrale des sonates pour clavier (vol. 1) », Music & Arts (CD-1236), 2010 .
- (es) Celestino Yáñez Navarro (thèse), Nuevas aportaciones para el estudio de las sonatas de Domenico Scarlatti. Los manuscritos del Archivo de Música de las Catedrales de Zaragoza, Université autonome de Barcelone, 2016 (lire en ligne)